# Sinitovo Gap
Das Sinitovo Gap (englisch; bulgarisch Седловина Синитово Sedlowina Sinitowo) ist ein vereister, 1,6 km langer und 1100 m hoher Bergsattel in den nordwestlichen Ausläufern des Detroit-Plateaus an der Danco-Küste des Grahamlands auf der Antarktischen Halbinsel. Er verbindet 30,4 km südöstlich des Kap Sterneck den Perkos Dome im Süden mit der Kaliva Range im Nordwesten und stellt einen Teil der Wasserscheide zwischen dem Wright-Piedmont-Gletscher im Osten und dem Breguet-Gletscher im Westen dar.
Britische Wissenschaftler kartierten ihn 1978. Die bulgarische Kommission für Antarktische Geographische Namen benannte ihn 2014 nach der Ortschaft Sinitowo im Süden Bulgariens.